# Charles Dumas (athlétisme)
Pour les articles homonymes, voir Charles Dumas et Dumas.
Charles Everett Dumas est né le 12 février 1937 à Inglewood en Californie et est décédé le 5 janvier 2004 d'un cancer à Los Angeles en Californie à l'âge de 66 ans.
Il est médaillé d'or olympique en 1956 en saut en hauteur en hissant le record olympique à 2,12 mètres.
Il est  le premier homme à avoir franchi 2,15 mètres.